# Picoverso
Picoverso, é um livro escrito por Robert A. Metzger e editado em Portugal pela Editora Livros do Brasil.